# Jaroslav Halák
Jaroslav Halák (* 13. Mai 1985 in Bratislava, Tschechoslowakei) ist ein ehemaliger slowakischer Eishockeytorwart, der im Verlauf seiner aktiven Karriere unter anderem für die Canadiens de Montréal, St. Louis Blues, Washington Capitals, New York Islanders, Boston Bruins, Vancouver Canucks und New York Rangers in der National Hockey League gespielt hat. In den Jahren 2012 und 2020 gewann er die William M. Jennings Trophy als Torhüter mit den wenigsten Gegentoren in der NHL.

## Karriere

### Jugend
Jaroslav Halák begann seine Karriere in der Juniorenmannschaft von HC Slovan Bratislava und kam in der Saison 2002/03 zum ersten Mal bei den Profis von HK Ružinov 99 Bratislava zum Einsatz. Nachdem er mit dem slowakischen Junioren-Nationalteam bei der U18-Junioren-Weltmeisterschaft 2003 die Silbermedaille gewinnen konnte, wurde er von den Canadiens de Montréal im NHL Entry Draft 2003 in der neunten Runde an Position 271 ausgewählt.
Er blieb noch ein Jahr in der Slowakei und spielte für die Junioren und die Profis von HC Slovan Bratislava und für HC Dukla Senica. Durch gute Leistungen konnte er sich für höhere Aufgaben empfehlen und wechselte im Sommer 2004 nach Nordamerika und spielte in der kanadischen Juniorenliga Ligue de hockey junior majeur du Québec für die Lewiston MAINEiacs, die ihn beim CHL Import Draft 2004 in der ersten Runde als 24. Spieler gezogen hatten. Die Saison 2005/06 begann er bei den Long Beach Ice Dogs, dem Farmteam von Montreal, in der ECHL. Im Februar 2006 wurde er dann zu den Hamilton Bulldogs, einem anderen Farmteam der Canadiens, in die American Hockey League geholt, wo er auch fortan blieb. Bei beiden Teams hatte er sehr gute Leistungen gezeigt.

### Montréal und St. Louis

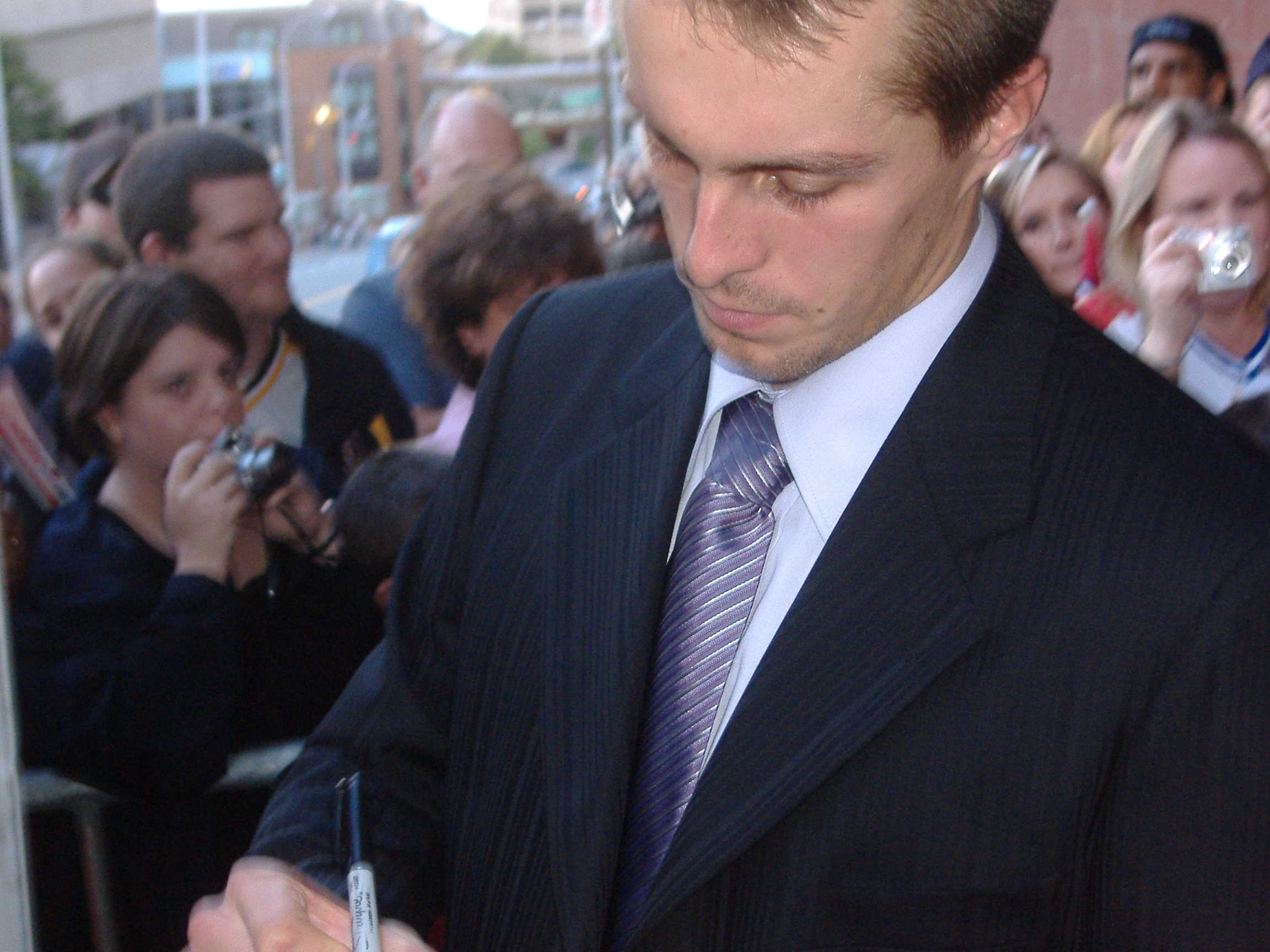
Halák im September 2007

Die Saison 2006/07 spielte er anfangs in der AHL für die Bulldogs und gehörte zu den besten Torhütern der Liga. Als sich Cristobal Huet, der Stammtorhüter der Canadiens, im Februar 2007 verletzt hatte, wurde Halák in den NHL-Kader berufen. Am 18. Februar kam er bei einem 3-2-Sieg gegen die Columbus Blue Jackets zu seinem ersten Einsatz in der NHL. In den folgenden Wochen zeigte er immer wieder überzeugende Leistungen und verdrängte schließlich David Aebischer, der die Rolle des Stammtorhüters übernommen hatte. Im Kampf um die Playoff-Plätze entwickelte sich Halák zu einem wichtigen Rückhalt für die Canadiens, doch am Ende reichte es für das Team nicht.
Im September 2007 konkurrierte er mit dem 20-jährigen Carey Price um einen Platz im NHL-Kader, konnte sich aber nicht durchsetzen und wurde zurück in die AHL zu den Hamilton Bulldogs geschickt, wurde aber im Januar 2008 wieder zurück in die NHL-Mannschaft der Canadiens geholt.

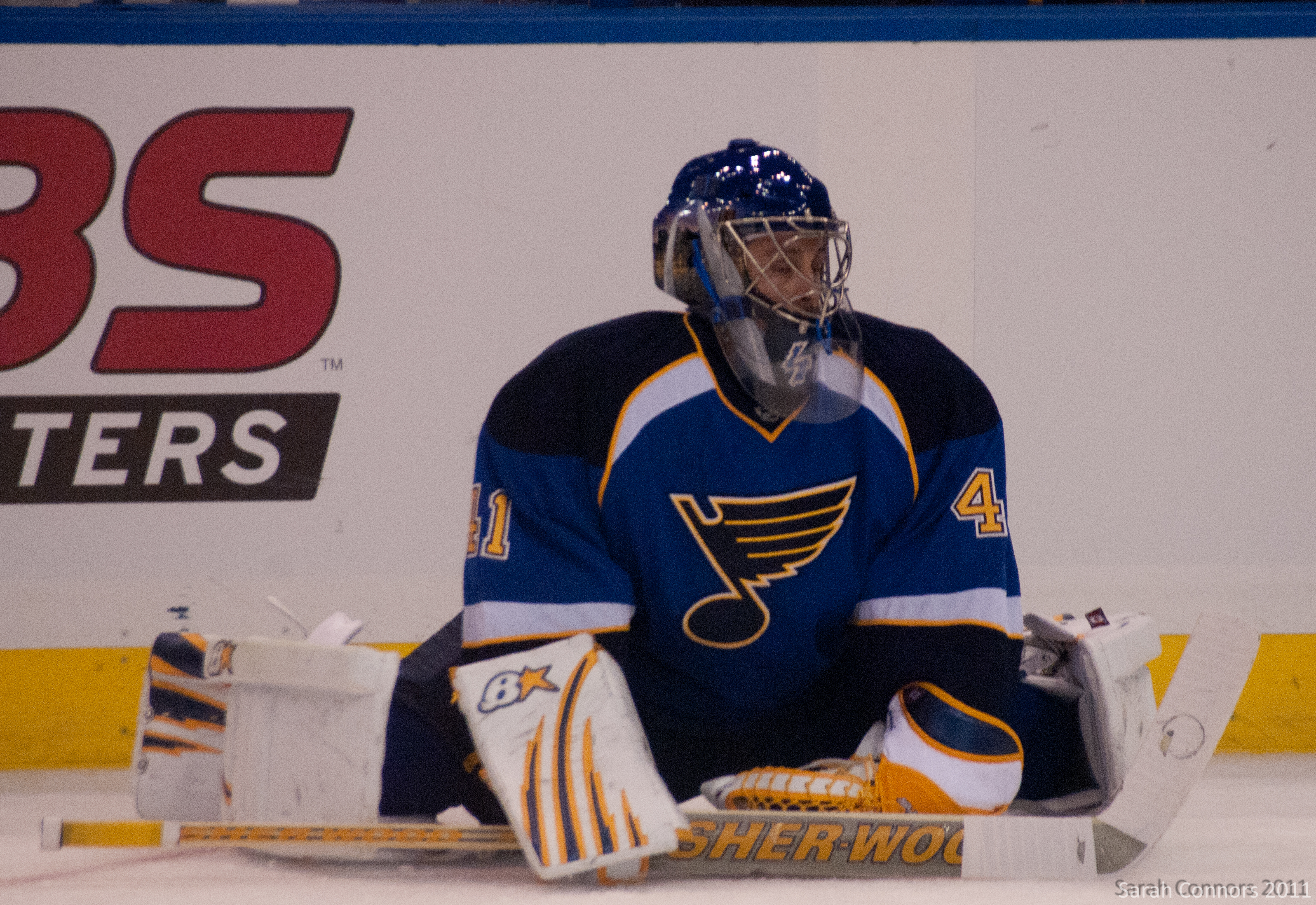
Jaroslav Halák (2011)

In der Saison 2009/10 schaffte Halák den Durchbruch in der NHL, nachdem sein Konkurrent Carey Price schwache Leistungen brachte. Mithilfe seiner guten Leistungen erreichten die Canadiens die Play-offs. In diesen bestätigte er seine sichere Spielweise aus der Hauptrunde und schaffte mit seinem Team mit Siegen gegen die Washington Capitals und die Pittsburgh Penguins den Einzug in das Conference-Finale. In diesem scheiterten die Canadiens an den Philadelphia Flyers. Nach der Saison 2009/10 entschied sich das Management der Canadiens dazu, zukünftig auf Price als Stammtorhüter zu setzen. Daher wurde Halák im Juni 2010 im Austausch für Lars Eller und Ian Schultz an die St. Louis Blues abgegeben. In der Saison 2011/12 verhalf Halák den Blues zum geringsten Gegentorschnitt der Liga, sodass er gemeinsam mit seinem Teamkollegen Brian Elliott die William M. Jennings Trophy erhielt.
Während des Lockouts der NHL in der Saison 2012/13 kam Halák nach Europa, um sich bei seinem Heimatverein Slovan Bratislava fitzuhalten. Er unterschrieb einen Lockout-Vertrag bei den Lausitzer Füchsen in der 2. Bundesliga, kam jedoch nur in einem Spiel zum Einsatz.

### Washington, New York, Boston und Vancouver
Am 28. Februar 2014 wurde Halák im Rahmen eines Transfergeschäfts, das Ryan Miller und Steve Ott nach St. Louis brachte, zu den Buffalo Sabres transferiert. Diese gaben Halák jedoch fünf Tage später an die Washington Capitals ab, die im Gegenzug Michal Neuvirth und Rostislav Klesla zu den Sabres schickten. Nach zwölf Einsätzen am Ende der regulären Saison verließ er die Capitals jedoch wieder, als seine Rechte für ein Viertrunden-Wahlrecht im NHL Entry Draft 2014 an die New York Islanders abgegeben wurden. Am 22. Mai 2014 unterzeichnete er einen Vierjahresvertrag bei den Islanders.
Bereits in seiner ersten Saison in New York stellte Halák mit 38 Siegen in der regulären Saison einen neuen Franchiserekord auf. Während der Saison 2016/17 konnte Halák jedoch nicht an seine Leistungen anknüpfen und wurde im Dezember 2016 erstmals seit der Spielzeit 2007/08 zurück in die AHL geschickt, zu den Bridgeport Sound Tigers. Seinen Platz im NHL-Aufgebot übernahm Jean-François Bérubé. In der Folge wurde sein Vertrag nach der Saison 2017/18 nicht verlängert, sodass er sich im Juli 2018 als Free Agent den Boston Bruins anschloss und dort einen Zweijahresvertrag unterzeichnete. Dort errang er am Ende der verkürzten Saison 2019/20 gemeinsam mit seinem Teamkollegen Tuukka Rask seine zweite William M. Jennings Trophy.
Nach drei Jahren in Boston wurde sein auslaufender Vertrag im Sommer 2021 nicht verlängert, sodass er im Juli 2021, abermals als Free Agent, zu den Vancouver Canucks wechselte. In gleicher Weise schloss er sich im Juli 2022 den New York Rangers an, wo er im Sommer 2023 ebenfalls keinen weiterführenden Vertrag erhielt. Im Juli 2025 gab er schließlich sein Karriereende als aktiver Spieler bekannt.

### International

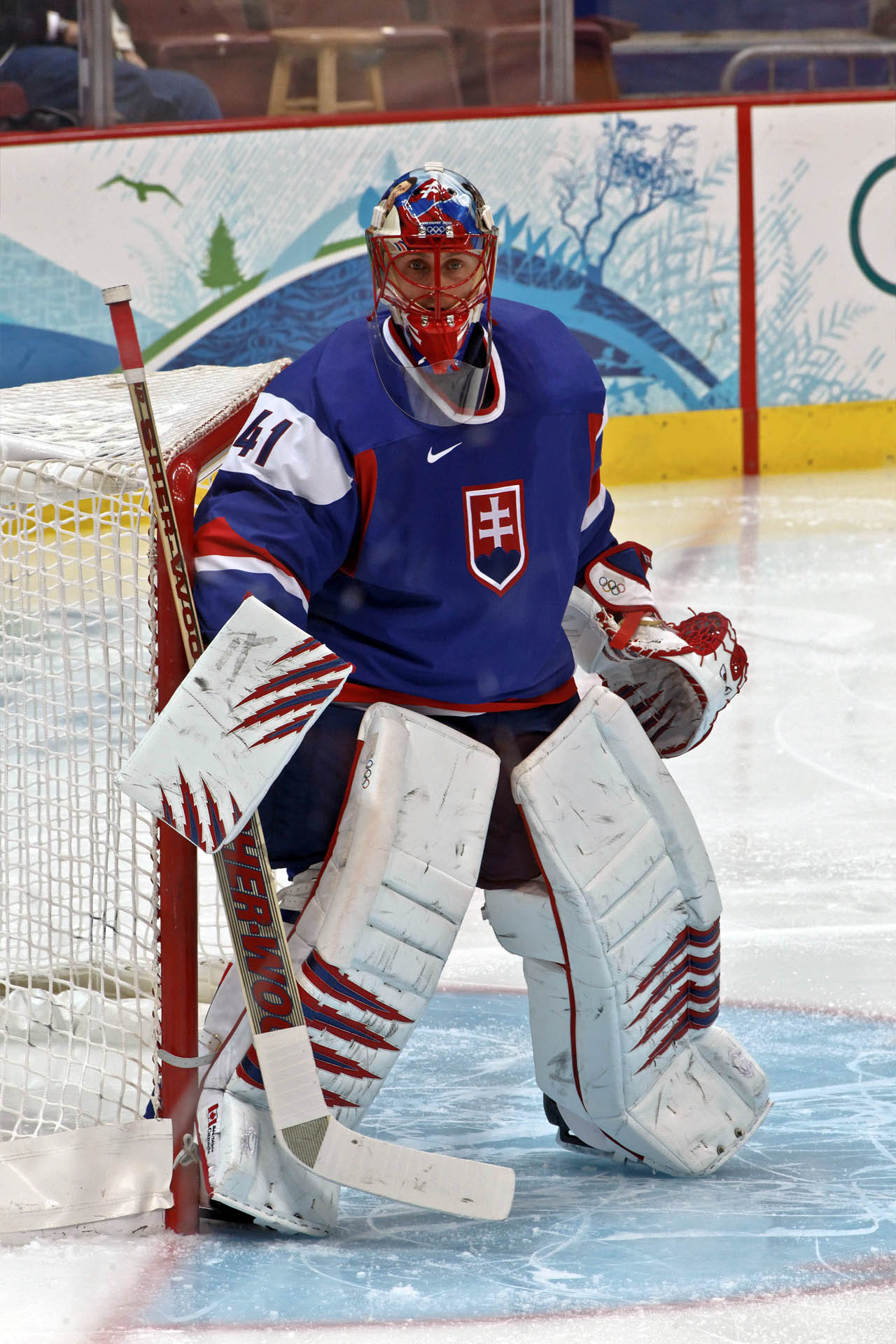
Halák bei den Olympischen Winterspielen 2010

Halák vertrat sein Heimatland bei einer Vielzahl von internationalen Turnieren. 2003 nahm er mit der U18-Auswahl der Slowakei an der U18-Junioren-Weltmeisterschaft teil und gewann die Silbermedaille. In den folgenden zwei Jahren gehörte er zum slowakischen Kader bei den U20-Junioren-Weltmeisterschaften 2004 und 2005, wobei er in jedem Spiel als Stammtorhüter eingesetzt wurde und mit der U20-Auswahl den sechsten beziehungsweise siebten Platz belegte.
2007 wurde er das erste Mal in die slowakische Nationalmannschaft berufen und nahm mit dieser an der Herren-Weltmeisterschaft teil. Im Rahmen des Turniers wurde er in zwei Spielen eingesetzt, wobei ein Spiel mit einem Sieg für die Slowaken endete. Zwei Jahre später, bei der Weltmeisterschaft 2009, kam er erneut zum Einsatz.
Im Februar 2010 wurde Halák für den Olympiakader der Slowakei für die Olympischen Winterspiele 2010 nominiert, wobei er als Stammtorhüter in jeder Partie des Turniers eingesetzt wurde. Das slowakische Team beendete das olympische Turnier auf dem vierten Platz, nachdem sie das Spiel um die Bronzemedaille gegen die finnische Auswahl verloren hatten. Damit erreichte die Slowakei ihre beste Platzierung bei Olympia seit der Auslösung der Tschechoslowakei. Auch bei der Weltmeisterschaft 2011 in der Slowakei war er Stammtorwart seiner Mannschaft.
Mit dem Team Europa nahm Halák am World Cup of Hockey 2016 teil und musste sich dort erst im Finale der kanadischen Auswahl geschlagen geben.

## Erfolge und Auszeichnungen
| - 2007 Teilnahme am AHL All-Star Classic - 2007 Calder-Cup-Gewinn mit den Hamilton Bulldogs - 2007 AHL All-Rookie Team | - 2012 William M. Jennings Trophy (gemeinsam mit Brian Elliott) - 2015 Teilnahme am NHL All-Star Game - 2020 William M. Jennings Trophy (gemeinsam mit Tuukka Rask) |

### International
- 2003 Silbermedaille bei der U18-Junioren-Weltmeisterschaft
- 2003 Bester Torhüter der U18-Junioren-Weltmeisterschaft
- 2003 All-Star-Team der U18-Junioren-Weltmeisterschaft
- 2016 Zweiter Platz beim World Cup of Hockey

## Karrierestatistik
Stand: Ende der Saison 2022/23

### International
| Vertrat die Slowakei bei: - U18-Junioren-Weltmeisterschaft 2002 - U18-Junioren-Weltmeisterschaft 2003 - U20-Junioren-Weltmeisterschaft 2004 - U20-Junioren-Weltmeisterschaft 2005 - Weltmeisterschaft 2007 | - Weltmeisterschaft 2009 - Olympischen Winterspielen 2010 - Weltmeisterschaft 2011 - Olympischen Winterspielen 2014 | Vertrat Team Europa bei: - World Cup of Hockey 2016 |

(Legende zur Torhüterstatistik: GP oder Sp = Spiele insgesamt; W oder S = Siege; L oder N = Niederlagen; T oder U oder OT = Unentschieden oder Overtime- bzw. Shootout-Niederlage; Min. = Minuten; SOG oder SaT = Schüsse aufs Tor; GA oder GT = Gegentore; SO = Shutouts; GAA oder GTS = Gegentorschnitt; Sv% oder SVS% = Fangquote; EN = Empty Net Goal; 1 Play-downs/Relegation; Kursiv: Statistik nicht vollständig)